# Igor Tcherevtchenko
Igor Guennadiévitch Tcherevtchenko (en russe : Игорь Геннадьевич Черевченко), né le 21 août 1974 à Douchanbé, est un footballeur international et entraîneur tadjik ayant évolué au poste de défenseur au niveau professionnel entre 1992 et 2002 avant de se reconvertir comme entraîneur. Il possède également la citoyenneté russe. 

## Biographie

### Carrière de joueur
Né à Douchanbé, Tcherevtchenko est le fils de Guennadi Tcherevtchenko, qui a évolué au grand club local du Pamir entre 1969 et 1986. Formé dans une école de sport de la ville, il intègre cette même équipe en 1992, remportant dans la foulée la première édition du championnat tadjik la même année. Il quitte le club en 1995 pour rejoindre l'Indoustria Obninsk, où son père officie en tant qu'entraîneur, en troisième division où il évolue une année.
Courtisé par le Lokomotiv et le Spartak Moscou en 1996, il décide de rejoindre l'équipe des chemins de fer dirigée par Iouri Siomine, ancien entraîneur du Pamir Douchanbé dans les années 1980,. Il y passe six saisons au cours desquelles il remporte notamment la Coupe de Russie à quatre reprises et termine trois fois vice-champion de Russie entre 1996 et 2001. Il rejoint par la suite le Torpedo Moscou durant la première moitié de l'année 2002 avant de terminer sa carrière sur un prêt à l'Alania Vladikavkaz, les blessures le forçant à arrêter sa carrière à l'âge de 28 ans.

### Carrière internationale
Tcherevtchenko porte les couleurs de la sélection tadjike entre 1993 et 1994, disputant huit matchs pour aucun but inscrit selon le site National Football Teams. Cette information est cependant incertaine, le site de la RSSSF ne rapportant qu'un seul match, non-officiel, joué par le Tadjikistan pour l'année 1993 au lieu de quatre pour National Football Teams, tandis que Tcherevtchenko lui-même affirme avoir inscrit des buts avec la sélection, qui n'auraient donc pas été comptabilisés.

### Carrière d'entraîneur
À la fin de sa carrière de joueur, Tcherevtchenko entame des études d'entraîneur à l'école de sports Lokomotiv-Perovo et intègre l'encadrement technique du Lokomotiv Moscou en février 2008. Il est nommé brièvement entraîneur par intérim de l'équipe en remplacement de Leonid Kuchuk entre septembre et octobre 2014 puis de Miodrag Božović entre mai et juin 2015. Ce deuxième intérim le voit notamment remporter la Coupe de Russie face au Kouban Krasnodar. Il est définitivement nommé entraîneur de l'équipe le 2 juin 2015. Après une sixième place en championnat et un seizième de finale de Ligue Europa la saison suivante, il quitte finalement le club en août 2016.
Il rejoint en février 2017 le Baltika Kaliningrad dans le cadre d'un contrat de quatre mois. L'équipe se classe alors dernière de la deuxième division avec dix-sept points en vingt-quatre journées. Il parvient par la suite à l'amener à la quatorzième place en fin du championnat, n'évitant les places de relégation que grâce au critère des confrontations directes. Son contrat est alors prolongé d'un an. Pour sa seule saison pleine, il fait de l'équipe une des prétendantes à la montée, l'amenant finalement à la cinquième position à quatre points des barrages de promotion. Il n'est pas prolongé à l'issue de la saison et quitte le club en mai 2018.
Tcherevtchenko est nommé entraîneur de l'Arsenal Toula en novembre 2018 en remplacement d'Oleg Kononov parti pour le Spartak Moscou. Sous ses ordres, l'équipe atteint notamment la demi-finale de la Coupe de Russie avant d'être éliminée par l'Oural Iekaterinbourg. En parallèle en championnat, il amène l'équipe à une série de onze matchs sans défaites entre décembre 2018 et mai 2019 qui lui permet d'accrocher la sixième place en fin de saison et de qualifier l'Arsenal pour la Ligue Europa 2019-2020, la première compétition européenne de son histoire, après la victoire du Lokomotiv Moscou en finale de la coupe,. Le club y connaît cependant un passage très bref, étant éliminé d'entrée par le Neftchi Bakou. Les débuts en championnat pour la saison 2019-2020 sont quant à eux plus positifs, le club se plaçant une nouvelle fois dans la course aux places européennes. Cependant, de mauvais résultats durant la deuxième partie de saison le font retomber dans le milieu de classement et amènent au renvoi de Tcherevtchenko au début du mois de juillet 2020.
Un peu moins de trois mois après son départ de Toula, il prend la tête du FK Khimki, club promu alors classé avant-dernier en championnat, le 25 septembre. Son arrivée s'accompagne d'un regain de forme de l'équipe qui sort de la zone rouge et termine l'année 2020 avec une avance de onze points sur la relégation au moment de la trêve hivernale. Cette performance lui vaut d'être nommé meilleur entraîneur de première division pour les mois de novembre et décembre. Par la suite, le club se maintient aisément dans l'élite en finissant huitième. Le début de l'exercice 2021-2022 est cependant plus compliqué pour Khimki qui retombe dans la zone de relégation, Tcherevtchenko devant finalement quitter ses fonctions le 25 octobre 2021 alors que l'équipe se classe quatorzième après douze rencontres. Il retrouve cependant le poste d'entraîneur moins d'un mois plus tard avant de s'en aller une nouvelle fois le 22 février 2022, à quatre jours de la reprise.

## Statistiques

### Statistiques de joueur
| Saison                | Club                      | Championnat           | Championnat | Championnat | Coupe(s) nationale(s) | Coupe(s) nationale(s) | Compétition(s) continentale(s) | Compétition(s) continentale(s) | Compétition(s) continentale(s) | Total | Total |
| Saison                | Club                      | Division              | M.          | B.          | M.                    | B.                    | Comp.                          | M.                             | B.                             | M.    | B.    |
| 1995                  | Indoustria Obninsk        | D3                    | 36          | 4           | 1                     | 0                     | -                              | -                              | -                              | 37    | 4     |
| Sous-total            | Sous-total                | Sous-total            | 36          | 4           | 1                     | 0                     | -                              | -                              | -                              | 37    | 4     |
| 1996                  | Lokomotiv Moscou          | D1                    | 28          | 1           | 3                     | 0                     | C2                             | 4                              | 1                              | 35    | 2     |
| 1997                  | Lokomotiv Moscou          | D1                    | 25          | 0           | 3                     | 0                     | C2                             | 3                              | 0                              | 31    | 0     |
| 1998                  | Lokomotiv Moscou          | D1                    | 21          | 1           | 3                     | 0                     | C2+C2                          | 3+3                            | 0                              | 30    | 1     |
| 1999                  | Lokomotiv Moscou          | D1                    | 20          | 2           | 2                     | 0                     | C2+C3                          | 3+3                            | 0                              | 28    | 2     |
| 2000                  | Lokomotiv Moscou          | D1                    | 19          | 1           | 4                     | 1                     | C1+C3                          | 1+5                            | 1+0                            | 29    | 3     |
| 2001                  | Lokomotiv Moscou          | D1                    | 10          | 0           | 1                     | 0                     | C1+C3                          | 5+1                            | 1+0                            | 17    | 1     |
| Sous-total            | Sous-total                | Sous-total            | 123         | 5           | 16                    | 1                     | -                              | 31                             | 3                              | 170   | 9     |
| 2002                  | Torpedo Moscou            | D1                    | 12          | 0           | 2                     | 0                     | -                              | -                              | -                              | 14    | 0     |
| 2002                  | Alania Vladikavkaz (prêt) | D1                    | 5           | 0           | -                     | -                     | -                              | -                              | -                              | 5     | 0     |
| Sous-total            | Sous-total                | Sous-total            | 17          | 0           | 2                     | 0                     | -                              | -                              | -                              | 19    | 0     |
| Total sur la carrière | Total sur la carrière     | Total sur la carrière | 176         | 9           | 19                    | 1                     | -                              | 31                             | 3                              | 226   | 13    |

### Statistiques d'entraîneur
| Lokomotiv Moscou (intérim) | 15 septembre 2014 | 3 octobre 2014   | 3   | 2  | 0  | 1  | 66,7 |
| Lokomotiv Moscou           | 11 mai 2015       | 10 août 2016     | 47  | 20 | 14 | 13 | 42,5 |
| Baltika Kaliningrad        | 22 mai 2017       | 30 octobre 2017  | 31  | 15 | 7  | 9  | 48,4 |
| Arsenal Toula              | 13 novembre 2018  | 1er juillet 2020 | 49  | 18 | 11 | 20 | 36,7 |
| FK Khimki                  | 25 septembre 2020 | 25 octobre 2021  | 36  | 13 | 8  | 12 | 36,1 |
| FK Khimki                  | 19 novembre 2021  | 22 février 2022  | 4   | 0  | 2  | 2  | 0,0  |
| Istiqlol Douchanbé         | 25 janvier 2023   | 11 février 2024  | 29  | 16 | 7  | 6  | 55,2 |
| Fakel Voronej              | 26 avril 2024     | en cours         | 5   | 1  | 3  | 1  | 20,0 |
| Total                      | Total             | Total            | 204 | 88 | 52 | 64 | 43,1 |

## Palmarès
En tant que joueur, Tcherevtchenko remporte le championnat du Tadjikistan avec le Pamir Douchanbé en 1992 ainsi que la coupe la même année. Sous les couleurs du Lokomotiv Moscou, il termine vice-championnat de Russie trois fois de suite en 1999, 2000 et 2001 et remporte la Coupe de Russie à quatre reprises en 1996, 1997, 2000 et 2001.
En tant qu'entraîneur, il remporte la Coupe de Russie en 2015 avec le Lokomotiv Moscou, officiant alors en tant qu'entraîneur par intérim.